# Diogo Jota
Diogo José Teixeira da Silva (Massarelos, 4 december 1996 – Cernadilla, 3 juli 2025), beter bekend als Diogo Jota, was een Portugese voetballer die doorgaans als spits of vleugelspeler speelde. Hij speelde voor Paços de Ferreira, FC Porto, Wolverhampton Wanderers FC en Liverpool FC, waarmee hij kampioen werd van de Premier League in het seizoen 2024/25. Jota debuteerde in 2019 voor het Portugese nationale team waar hij 49 interlands voor speelde en uitkwam op het Europees kampioenschap van 2020 en 2024. Hij overleed op 28-jarige leeftijd bij een auto-ongeluk.

## Clubcarrière

### Paços de Ferreira
Jota begon met voetballen bij Gondomar SC, dat hij in 2013 verliet voor de jeugd van Paços de Ferreira. Hier werd hij aan het begin van het seizoen 2014/15 bij de selectie van het eerste elftal gehaald. Hij debuteerde op 20 februari 2016 voor Paços in de Primeira Liga, tegen Vitória SC. Jota maakte op 17 mei 2015 zijn eerste twee competitiedoelpunten in het betaald voetbal, in een duel tegen Académica Coimbra. Hij kwam dat seizoen tot tien competitiewedstrijden. Gedurende het seizoen 2015/16 speelde hij vervolgens meer dan dertig wedstrijden en scoorde hij twaalf keer.

### Atlético Madrid
Jota tekende in juli 2016 een contract tot medio 2021 bij Atlético Madrid. Dat betaalde circa 7 miljoen euro voor hem aan Paços de Ferreira. Hij speelde nooit voor de Spaanse club. Hij werd eerst verhuurd aan FC Porto en later verkocht aan Wolverhampton Wanderers.

#### FC Porto
Gedurende het seizoen 2016/17 werd Jota verhuurd aan FC Porto. Hij maakte op 10 september zijn debuut voor de club tegen Vitória SC. Op 1 oktober scoorde hij een hattrick tegen CD Nacional, dat waren zijn eerste drie goals voor Porto. Hij kwam tot negen goals en zeven assists in zijn enige seizoen bij Porto. 

### Wolverhampton Wanderers
Atlético Madrid verhuurde Jota gedurende 2017/18 opnieuw, ditmaal aan Wolverhampton Wanderers, dat op dat moment uitkwam in de Championship. Hij maakte op 5 augustus tegen Middlesbrough zijn debuut. Op 15 augustus maakte hij tegen Hull City zijn eerste goal voor Wolves. Jota eindigde op zeventien competitiedoelpunten dat seizoen, waarmee hij vijfde werd op de topscorerslijst. Met 99 punten werd Wolves wel ruim kampioen.
De 'Wolves' namen Jota in juli 2018 vervolgens definitief over van Atlético Madrid, dat 14 miljoen euro voor hem ontving. Jota tekende een contract tot 30 juni 2022. Hij maakte op 19 januari 2019 een hattrick voor Wolverhampton Wanderers, tijdens een 4–3 zege tegen Leicester City. Hij werd daarmee de tweede Portugees die erin slaagde om een hattrick te scoren in de Premier League, na Cristiano Ronaldo. Jota scoorde negen doelpunten en gaf vijf assists in zijn eerste seizoen op het hoogste Engelse niveau. Als promovendus werd Wolves knap zevende, wat deelname aan de voorrondes van de UEFA Europa League betekende.
Daarin was hij met drie goals en vijf assists in de zes kwalificatiewedstrijden erg belangrijk. Ook in het hoofdtoernooi was hij belangrijk. Hij scoorde als invaller in een halfuur tijd een hattrick tegen Beşiktaş JK op 12 december 2019 en scoorde in de volgende knock-outwedstrijd tegen RCD Espanyol opnieuw drie goals. In alle competities scoorde Jota in totaal zestien doelpunten. Na drie seizoenen bij Wolves eindigde de teller van Jota op 131 wedstrijden, waarin hij 44 keer scoorde en negentien assists gaf.

### Liverpool
Op 19 september 2020 tekende Diogo Jota voor Liverpool en verkreeg shirtnummer 20. Wolves ontving naar verluidt 41 miljoen euro voor de Portugees, wat door bonussen nog kon oplopen tot 45 miljoen euro. Hij maakte vijf dagen later als invaller zijn debuut voor Liverpool in de EFL Cup-wedstrijd met Lincoln City (7-2 winst). Op 28 september scoorde hij tegen Arsenal tijdens zijn Premier League-debuut zijn eerste goal voor Liverpool, dat met 3-1 won. Op 28 oktober scoorde Jota tegen FC Midtjylland de 10.000'ste goal in de geschiedenis van Liverpool. Op 3 november scoorde hij, eveneens in de Champions League, tegen Atalanta Bergamo een hattrick in een 5-0 overwinning. Daarmee werd hij de eerste Liverpudlian sinds Robbie Fowler in 1993, die zeven goals scoorde in zijn eerste tien wedstrijden voor de club. Op 22 november scoorde hij tegen Leicester City, waardoor hij de eerste Liverpool-speler werd die scoorde in zijn eerste vier thuiswedstrijden in de competitie. Hij werd verkozen tot Liverpool Player of the Month in de maand oktober. Op 9 december raakte Jota tegen Midtjylland geblesseerd, waardoor hij drie maanden buitenspel stond. Begin maart keerde hij terug en hij scoorde nog vier keer tot het einde van het seizoen.
De dertien goals die hij zijn eerste seizoen scoorde, overtrof hij door in het seizoen 2021/22 21 keer te scoren in alle competities. Hij speelde 55 wedstrijden, waaronder de finales van de UEFA Champions League (1-0 verloren van Real Madrid), de FA Cup en de EFL Cup (beide tegen Chelsea en beide gewonnen). Jota miste een groot deel van de eerste seizoenshelft 2022/23 door een hamstring- en kuitblessures, maar was na de winterstop belangrijk met onder meer twee goals tegen Leeds United (6-1), Nottingham Forest (3-2) en Southampton (4-4). Jota was op 21 januari 2024 tegen AFC Bournemouth goed voor twee goals en één assist en zag Liverpool 4-0 winnen. Hij maakte op 2 april 2025 zijn laatste goal in het profvoetbal door het winnende doelpunt te maken in de Merseyside-derby tegen Everton

## Interlandcarrière
Jota maakte deel uit van Portugal –21 op het EK –21 van 2017. Hij debuteerde op 14 november 2017 in het Portugees voetbalelftal, in een met 6–0 gewonnen kwalificatiewedstrijd voor het EK 2020 tegen Litouwen. Hij kwam toen in de 83e minuut in het veld voor Cristiano Ronaldo. Jota werd op 21 mei 2024 door bondscoach Roberto Martínez opgenomen in de Portugese selectie voor het EK 2024 in Duitsland. Portugal won een groep met Tsjechië, Turkije en Georgië, schakelde in de achtste finales Slovenië uit en verloor in de kwartfinales op strafschoppen van Frankrijk. Jota kwam op het toernooi drie keer in actie als invaller.  Vlak voor zijn dood won hij nog de Nations League met Portugal. Hij speelde in totaal 49 interlands voor de hoofdmacht van Portugal en scoorde erbij 14 doelpunten. 

## Privéleven en overlijden
Jota overleed op 3 juli 2025 door een auto-ongeluk, waarbij ook zijn jongere broer de voetballer André Filipe da Silva om het leven kwam. Op weg naar de veerboot van Engeland kreeg zijn Lamborghini tijdens het inhalen een klapband en raakte van de weg. De auto vatte vlam en beide broers kwamen om het leven. Tien dagen voor het dodelijke ongeval was Jota nog getrouwd met zijn partner, met wie hij drie kinderen kreeg.
Na Jota's overlijden besloot Liverpool om zijn rugnummer 20 niet meer te gebruiken.

## Clubstatistieken
| Seizoen | Club                    | Competitie       | Competitie | Competitie | Beker | Beker | Internationaal | Internationaal | Totaal | Totaal |
| Seizoen | Club                    | Competitie       | Wed.       | Dlp.       | Wed.  | Dlp.  | Wed.           | Dlp.           | Wed.   | Dlp.   |
| ------- | ----------------------- | ---------------- | ---------- | ---------- | ----- | ----- | -------------- | -------------- | ------ | ------ |
| 2014/15 | Paços de Ferreira       | Primeira Liga    | 10         | 2          | 1     | 1     | —              | —              | 11     | 3      |
| 2015/16 | Paços de Ferreira       | Primeira Liga    | 31         | 12         | 3     | 0     | —              | —              | 34     | 12     |
| 2016/17 | Atlético Madrid         | Primera División | —          | —          | —     | —     | —              | —              | —      | —      |
| 2016/17 | → FC Porto              | Primeira Liga    | 27         | 8          | 2     | 0     | 8              | 1              | 37     | 9      |
| 2017/18 | Wolverhampton Wanderers | Championship     | 44         | 17         | 2     | 1     | —              | —              | 46     | 18     |
| 2018/19 | Wolverhampton Wanderers | Premier League   | 33         | 9          | 4     | 1     | —              | —              | 37     | 10     |
| 2019/20 | Wolverhampton Wanderers | Premier League   | 34         | 7          | 0     | 0     | 14             | 9              | 48     | 16     |
| 2020/21 | Liverpool               | Premier League   | 19         | 9          | 2     | 0     | 9              | 4              | 30     | 13     |
| 2021/22 | Liverpool               | Premier League   | 35         | 15         | 9     | 5     | 11             | 1              | 55     | 21     |
| 2022/23 | Liverpool               | Premier League   | 22         | 7          | 0     | 0     | 6              | 0              | 28     | 7      |
| 2023/24 | Liverpool               | Premier League   | 19         | 9          | 6     | 2     | 3              | 3              | 28     | 14     |
| 2024/25 | Liverpool               | Premier League   | 26         | 6          | 5     | 2     | 4              | 0              | 35     | 8      |
| Totaal  | Totaal                  | Totaal           | 300        | 101        | 34    | 12    | 51             | 18             | 389    | 131    |

## Erelijst
Wolverhampton Wanderers
- Football League Championship: 2017/18

 Liverpool FC
- EFL Cup: 2021/22
- FA Cup: 2021/22
- English Premier League: 2024/25
- FA Community Shield: 2022

 Portugal
- UEFA Nations League: 2018/19, 2024/25